# Dieta (assemblea)
La dieta és una assemblea de deliberació formal d'un estat. La paraula deriva del llatí medieval dietas, amb arrel a dies (dia). El terme va acabar essent usat amb aquest sentit atès la regularitat amb què es reunien les assemblees.

## Ús històric
Les assemblees polítiques d'alguns estats europeus actualment anomenades Dieta van variar la seva denominació al llarg de la història. En alguns casos, la Dieta reunia als diversos estrats socials (noblesa, clergat, burgesia) amb el rei, com la Generalitat de Catalunya, la Generalitat Valenciana, els Estats Generals de França, els Estats Generals dels Països Baixos o les Corts a Portugal.
Les assemblees del Sacre Imperi Romanogermànic rebia la denominació de Reichstag (Dieta Imperial): Dieta d'Augsburg, Dieta de Nuremberg, Dieta de Ratisbona, Dieta de Worms. Ferran III del Sacre Imperi Romanogermànic va convocar a finals de 1652 a Ratisbona la que seria la darrera dieta imperial, que va durar fins al 1654, i fou substituïda pel futur Reichstag perpetu, i en la que es va decidir que el contingut dels tractats de pau a Münster i Osnabrück sota la llei imperial havia de passar a formar part de la constitució imperial.
El Riksdag dels Estats era la dieta de quatre estats generals de Suècia, des del segle xv fins al 1866.
La Dieta de Finlàndia fou la successora del Riksdag del Gran Ducat de Finlàndia, entre el 1809 i 1918.
La Dieta del Regne d'Hongria (en llatí, congregationes generales) reunia l'alta aristocràcia del país, a més dels delegats de la noblesa de cada comtat, representants de l'església, de les ciutats reals i algunes comunitats de procedència forana con residència al país, i que va existir des del segle xv fins al 1848.

## Ús actual
En alguns països democràtics, el poder legislatiu (o una de les cambres) rep el nom de Dieta, com la Dieta del Japó (kokkai), o la sejm polonesa. Al dependre del país, el nom legal del poder legislatiu varia, anomenant-se Parlament, Congrés, Assemblea nacional, Assemblea legislativa, Corts Generals, entre d'altres.